# Publilia reticulata
Publilia reticulata är en insektsart som beskrevs av Van Duzee. Publilia reticulata ingår i släktet Publilia och familjen hornstritar. Inga underarter finns listade i Catalogue of Life.